# RM-70
RM-70  — чехословацька реактивна система залпового вогню калібру 122 мм.

## Історія
Система RM-70 була розроблена в Чехословаччині для заміни RM-51. Виготовлялася у 1971—1989 роках. На озброєнні з 1972 року. Виготовляється на заводі в Дубниці-над-Вагом (Словаччина).
У 2010 році знята з озброєння чеської армії. Водночас Словаччина продовжує випускати оновлену версію з американською РСЗВ. Вона має перевагу над радянським аналогом БМ-21 «Град» у тому, що її легше перезаряджати. На ручне перезарядження 40 напрямних труб у Градах необхідно від години до двох. У RM-70 Vampire встановлено гідравлічну систему, яка розгортає напрямні труби на 180°, а потім встановлюється з нульовим кутом підйому. Завдяки цьому усі 40 снарядів, розташовані на стелажі, одночасно подаються у напрямні труби.

## Конструкція
Артилерійська система базувалась на базі вантажівки Урал-375Д (6×6), яку 1983 року замінили на Tatra T813 «Kolos» (8x8). Модернізація БМ-21 «Град».
Некеровані ракети для комплексу як радянські (9M22 та 9M28), так і місцевого виробництва:
- JROF — дальність 20,75 км;
- JROF-K — дальність 11 км;
- «Trnovnik» (касетна головна частина) — дальність 17,5 км;
- «Kuš» (п'ять протипіхотних мін PPMI-S1);
- «Krizhna-R» (4 протитанкові міни PTMI-D) — дальність 19,450 м.

## Технічні характеристики
- Дальність стрільби РСЗВ — максимальна 20,5 км, мінімальна — 8 км;
- маса у бойовому стані — 33,7 тонн;
- маса снаряду — 66 кг;
- калібр — 122 мм;
- кількість напрямних труб — 40;
- час перезаряджання — 2 хвилини;
- габаритні розміри системи — довжина 8 800 мм, ширина 2500 мм;
- екіпаж — із чотирьох осіб.

Ще однією суттєвою перевагою цієї системи є те, що через дві хвилини після першого залпу RM-70 може дати другий залп і залишити бойову позицію ще до того, як по ній завдасть удар ворог.
Пускова установка RM-70 обладнана радіостанцією, засобами пожежогасіння та захисту від зброї масового ураження.

## Модифікації
- RM-70/85 — неброньований варіант на шасі Tatra T815 VPR9 8x8.1R. Бойова маса 26,1 тонни. Іноді має назву RM-70M.
- RM-70/85M — модернізований варіант з новою системою керування вогнем та навігаційним обладнанням. Нові ракети з дальністю до 36 км. Розроблена після розпаду ЧСРС, на озброєнні словацької армії.
- RM-70 Modular — варіант під стандарт НАТО, комплектується або 28 122-м некерованими ракетами, або шістьма 227-мм аналог M270 MLRS. На озброєнні словацької армії з 2005 року.
- LRSV-122 M-96 «Tajfun» (samovozni višecijevni lanser raketa) — хорватська модифікація на 4 або 8 спрямовувачів на базі неброньованої вантажівки Tatra 813[en]. Має модульну систему зі спорядженням пакета в заводських умовах. Бойова маса 23,5 тонни.
- RM-70 Vampire — модернізована версія, на шасі вантажівки Tatra T-815-7, оснащена V-подібним восьмициліндровим двигуном Tatra T3C[1] 270 кВт, у поєднанні з коробкою передач Tatra 10 TS 210 N, з напівавтоматичною системою приводу Tatra Norgen та додатковою коробкою передач Tatra 2.30TRS. Вона має запас ходу близько 1000 км і максимальну швидкість 90 км/год з броньованою кабіною екіпажу, захищеною від радіаційних, біологічних та хімічних загроз[2].

## Бойове застосування
РСЗВ використовувались під час російсько-грузинської війни 2008 та громадянської війни на Шрі-Ланці. Також використовуються під час російського вторгнення в Україну у 2022 році, були передані ЗСУ чеською армією.

### Російсько-українська війна
12 травня 2022 було оприлюднено відео, яке підтверджує наявність RM-70 у Сил оборони України.
21 травня 2022 року реактивні системи залпового вогню RM-70 почали застосовувати проти російських окупантів. У мережі з'явилося відео, на якому по російських окупантах випустили цілий пакет реактивних снарядів — 40 одиниць.
У березні 2023 у Чехії зібрали гроші на придбання однієї реактивної системи залпового вогню RM-70 для України. Її назвали Přemysl (Пржемисл)..

## Оператори

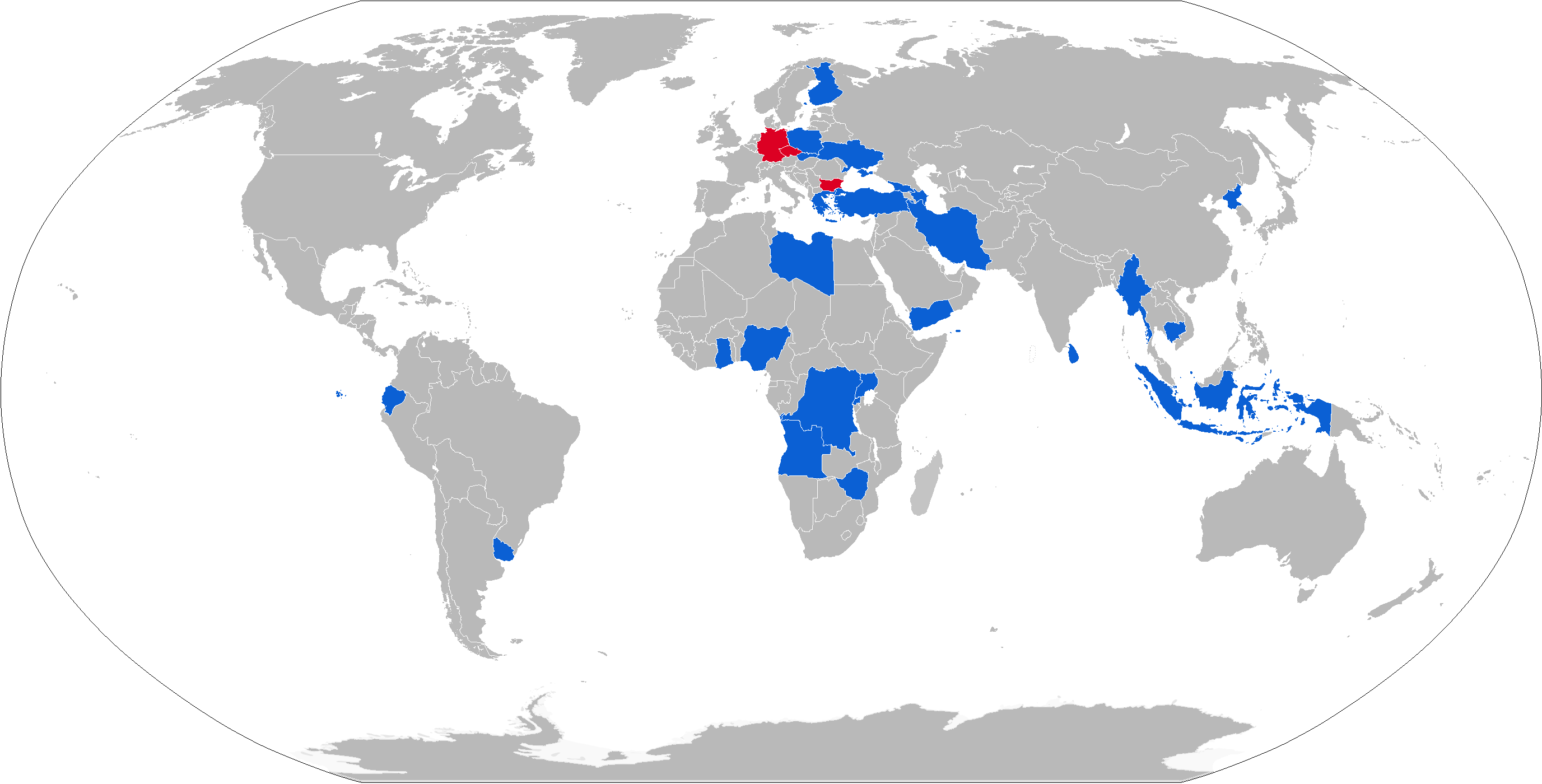

- Ангола — 58
- Болгарія — 12 імпортовано у 2009 році для реекспорту, на озброєнні ЗС Болгарії не було[6]
- М'янма
- Камбоджа
- Чехія — 60 RM-70 — знято з озброєння у 2011 році.
- ДР Конго
- НДР — 265 RM-70 та RM-70M.
- Еквадор — 6 RM-70
- Фінляндія — 36 RM-70/85 — місцева назва 122 RakH 89.
- Грузія — 48 RM-70
- Греція — 116 RM-70 — передано Німеччиною з арсеналів НДР.
- Гана
- Індонезія
- Іран
- Лівія — 36 продано Чехословаччиною у 1975—1976 роках)
- Польща — 30 RM-70/85
- Руанда — 5
- Словаччина — 87 RM-70/85
- Шрі-Ланка — 30+ RM-70 та RM-70M
- Туреччина — для реекспорту[7].
- Уганда
- Уругвай — 4 RM-70
- Ємен
- Зімбабве — 52 RM-70/85
- Україна — щонайменше 20 RM-70

## Галерея

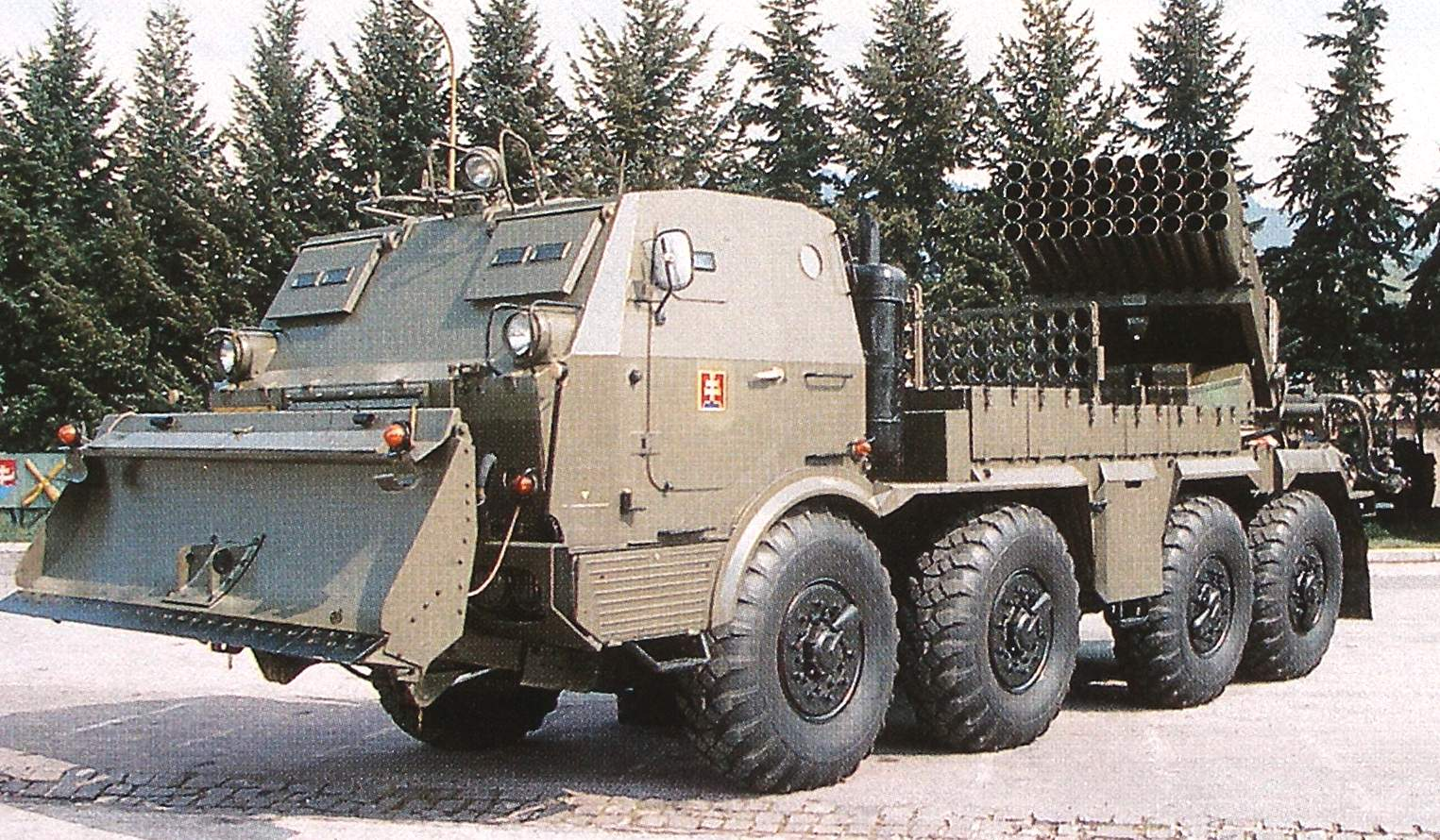
RM-70 в армії Словаччини
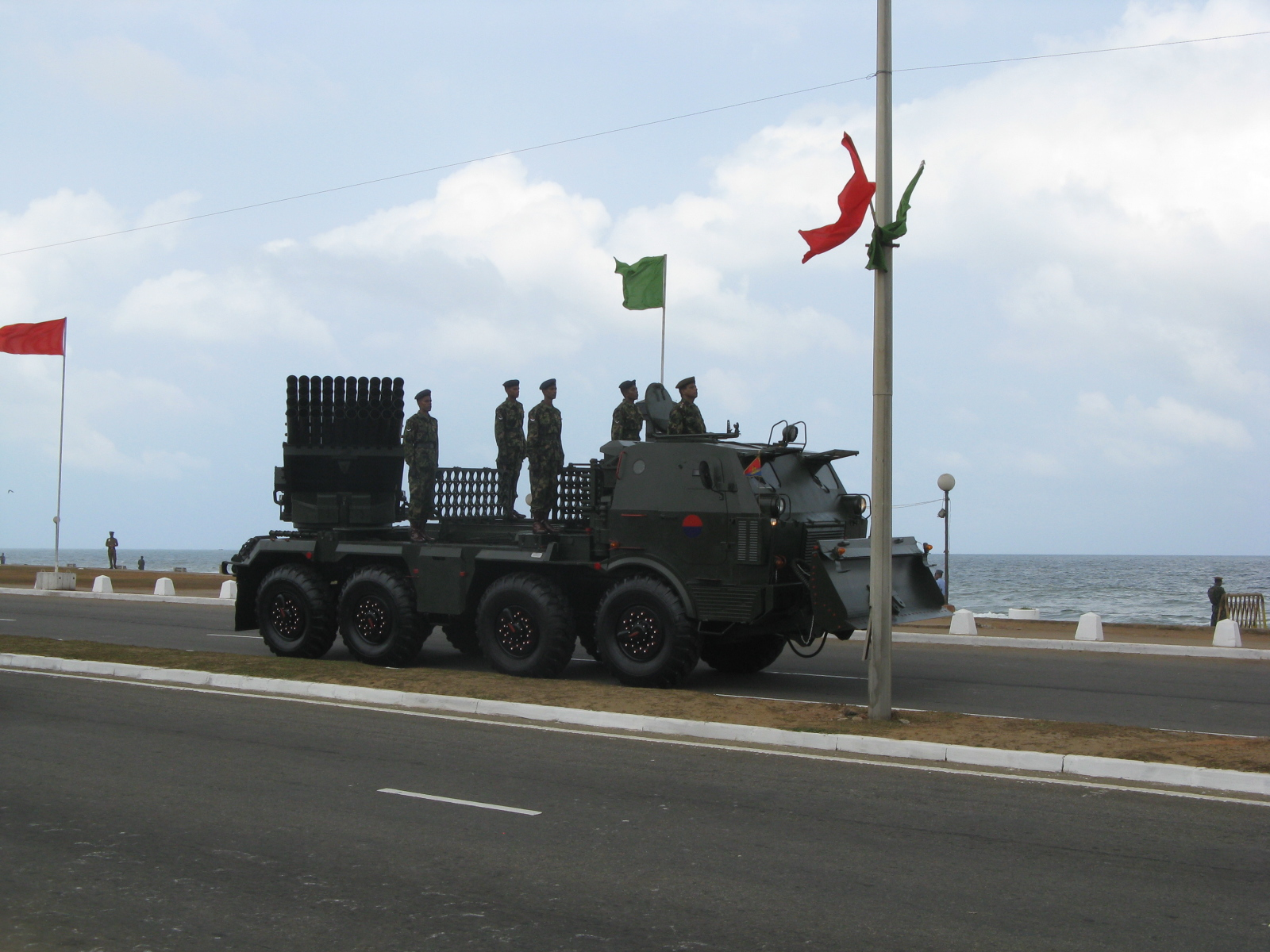
RM-70 в армії Шрі-Ланки
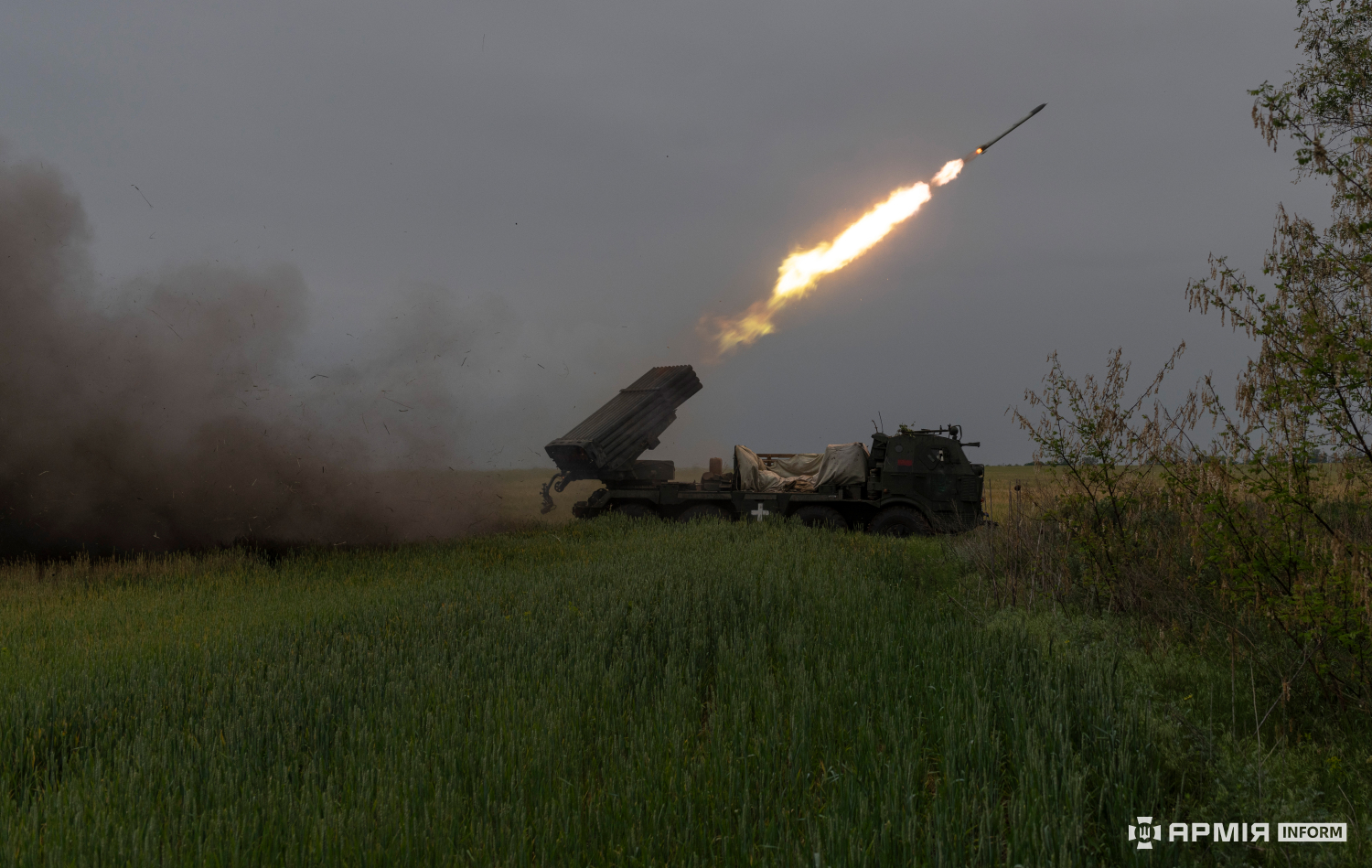
На українській службі
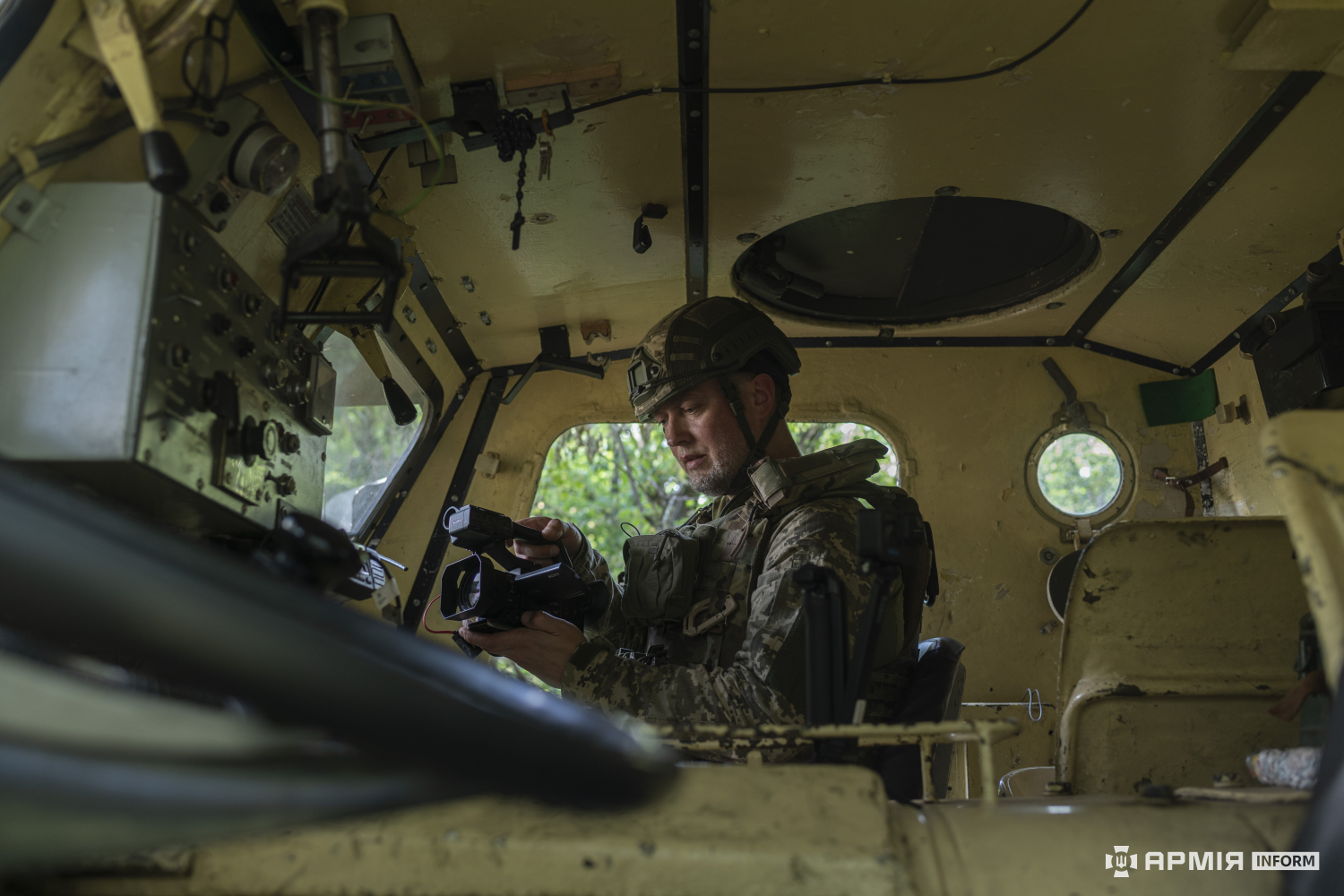
Кабіна зсередини